# Фумо (Павија)
Фумо је насеље у Италији у округу Павија, региону Ломбардија.
Према процени из 2011. у насељу је живело 700 становника. Насеље се налази на надморској висини од 94 м.